# Леополд Килхолц
Леополд „Полди“ Килхолц (Базел, 9. јун 1911 — Цирих, 4. јун 1980) био је швајцарски фудбалски нападач. Учествовао је на Светском првенству у фудбалу 1934. године, постигавши 3 гола, као и на Светском првенству у фудбалу 1938. године. Историјски гледано, био је први швајцарски репрезентативац који је постигао гол за своју земљу на Светском првенству. Био је познат по ношењу наочара током утакмица.